# Вренчиця-Мала
Вренчиця-Мала (пол. Wręczyca Mała) — село в Польщі, у гміні Вренчиця-Велька Клобуцького повіту Сілезького воєводства.
Населення — 624 особи (2011).
У 1975-1998 роках село належало до Ченстоховського воєводства.

## Демографія
Демографічна структура станом на 31 березня 2011 року:
|          | Загалом | Допрацездатний вік | Працездатний вік | Постпрацездатний вік |
| -------- | ------- | ------------------ | ---------------- | -------------------- |
| Чоловіки | 302     | 61                 | 209              | 32                   |
| Жінки    | 322     | 59                 | 207              | 56                   |
| Разом    | 624     | 120                | 416              | 88                   |